# Émile Rébouis
Émile Rébouis, né le 16 avril 1856 à Valence d'Agen (Tarn-et-Garonne) et mort le 17 juillet 1914 à Bois-le-Roi (Seine-et-Marne), est un historien, archiviste-paléographe, avocat et homme politique français.

## Biographie
Né en 1856, Émile Rébouis réalise ses premières études et est licencié ès-lettres et en droit. Devenu élève de l'école des Chartes, il est issu de la promotion du 25 janvier 1881. Bibliothécaire pendant un temps à l'Université de Paris, il est aussi impliqué en politique puisqu'il préside de nombreuses conférences devant l'Union de la Jeunesse républicaine et devient également adjoint au maire ainsi que juge de paix suppléant du XIIIe arrondissement de Paris (il est membre de la cour d'appel de Paris).

## Publications
- Coutumes de Clermont-Dessus en Agenais, 1262, 1881
- Coutumes de Lauzerte, 1886
- Cinq coutumes du Tarn-et-Garonne. Larrazet, Angeville, Fayolles, Lauzerte et Valence-d'Agen, 1886
- Coutumes de Castelsagrat en Querci, 1887
- Coutumes de Puymirol en Agenais, 1887
- Coutumes de Castel-Amouroux et de Saint-Pastour en Agenais, 1888
- Étude historique et critique sur la peste, 1888
- Thèses et dissertations de droit des universités étrangères, 1890
- Les Coutumes de l'Agenais : Monclar, Monflanquin, Saint-Maurin, 1890
- Coutumes de Goudourville en Agenais (1278), 1892